# Лефорт, Гертруд фон
Гертруд(а) фон Лефорт (нем. Gertrud von Le Fort; полное имя: Гертруда Огюст Лина Эльсбет Матильда Петреа Фрейин фон Лефорт; 11 октября 1876, Минден — 1 ноября 1971, Оберстдорф) — немецкая писательница, поэтесса, эссеист. 
Дочь полковника прусской армии. Училась в Хильдесхайме, Гейдельберге, Марбурге и Берлине. В 1925 году опубликовала под своей редакцией посмертную работу своего учителя Эрнста Трёльча Glaubenslehre, а в 1926 году обратилась в католицизм. Большинство ее произведений написано после обращения и посвящено проблеме взаимоотношения веры и совести.
В 1931 году опубликовала исторический роман «Последняя на эшафоте» (Die Letzte am Schafott) о судьбе компьенских мучениц, который был переработан Жоржем Бернаносом в сценарий так и не снятого им фильма, а этот сценарий, в свою очередь, лёг в основу прославленной оперы Пуленка «Диалоги кармелиток».
Опубликовала более 20 книг, среди которых стихи, романы и рассказы. В 1934 году в книге «Вечная женщина» (Die ewige Frau) полемически рассмотрела модернистский анализ женственности. В 1952 году получила швейцарский приз Готфрида Келлера. 
На русский язык переведена дилогия, состоящая из романов «Плат святой Вероники» (Das Schweißtuch der Veronika) и «Венок ангелов» (Der Kranz der Engel), а также сборник избранных новелл («Башня Постоянства», «Суд моря», «Жена Пилата», «Дочь Иеффая» и «Преддверие неба»).
В 1939 году Лефорт поселилась в Оберстдорфе, в Баварских Альпах, где и умерла в 1971 году в возрасте 95 лет.